# King Parrot
King Parrot ist eine australische Grindcore- und Sludge-Band.

## Bandgeschichte
King Parrot wurde 2010 von Matthew Young (Gesang), Ari White (Gitarre), Ed Bourke-Lacey (Gitarre), Matthew Slattery (Bass) und Mat Rizzo (Schlagzeug) gegründet. 2011 erschien die EP The Stench of Hardcore Pub Trash. Anschließend nahm die Band ihr Debütalbum Bite Your Head Off auf, das 2012 als Eigenveröffentlichung erschien. Es wurde 2013 von Candlelight Records erneut und weltweit veröffentlicht. 2012 stiegen die beiden Gründungsmitglieder Rizzo und Bourke-Lacey aus. Für Rizzo kam Matt Sanders, der schon bei Damaged und Sadistik Exekution gespielt hatte. Als zweiter Gitarrist stieß Andrew Livingstone-Squires zur Band.
2013 spielte die Band als Support von Obituary, Carcass und Thy Art Is Murder in Australien. Anschließend trat King Parrot unter anderem auf dem Soundwave Festival, dem Hammersonic Jakarta International Metal Festival in Indonesien und dem South by Southwest 2014 auf. Auf einer USA-Tour unterschrieb die Band einen Management-Deal mit Extreme Management Group und wurde von Phil Anselmo für dessen YouTube-Channel Housecore Records interviewt. Anselmo spielte außerdem in ihrem Musikvideo zu Like a Rat mit.
Im Juni 2014 verließ Sanders die Band und wurde durch Todd Hansen (ex-The Berzerker und ex-Headkase) ersetzt. 2015 erschien ihr zweites Album Dead Set über das australische Label EVP Recordings, das Platz 21 der australischen Charts erreichte. Für das Album wurde die Gruppe für einen ARIA Award für das „Best Hard Rock/Heavy Metal Album“ nominiert. Der britische Metal Hammer nominierte die Band außerdem für ihren Golden Gods Award als „Best New Band“.

## Diskografie
- 2011: The Stench of Hardcore Pub Trash (EP, Eigenveröffentlichung)
- 2012: Bite Your Head Off (Album, Eigenveröffentlichung; 2013: Candlelight Records)
- 2012: Shit on the Liver / Genetic Lego (Split mit Frankenbok, Von Grimm Records)
- 2015: Dead Set (Album, EVP Recordings)
- 2017: Ugly Produce (Album, EVP Recordings)